# Список умерших в 710 году

## Январь
- 9 января — Адриан Кентерберийский, католический святой, настоятель аббатства Святого Августина в Кентербери, Англия.

## Февраль
- Витица, король вестготов (702—710).

## Апрель
- 12 апреля — Дамиан Павийский, епископ Павии (680—710), святой католической церкви.

## Июль
- 3 июля — Чжун-цзун (55), 4-й и 7-й император династии Тан.
- 21 июля:
  - Вэй, китайская императрица времён династии Тан, фактическая правительница империи при императоре Чжун-цзуне;
  - Шангуань Ваньэр, наложница танского императора Чжун-цзуна, китайский политик и поэтесса.

## Дата смерти неизвестна или требует уточнения
- Аль-Ахталь, арабский поэт.
- Бахрам VII, сын Йездигерда III, последнего шахиншаха Сасанидской империи.
- Геррен ап Дунгарт, король Думнонии (700—710).
- Кадуган ап Катен, король Диведа и Брихейниога (ок. 690—710).
- Какиномото-но Хитомаро, один из величайших поэтов Японии, первый в списке тридцати шести бессмертных поэтов средневековья.
- Конгал Кеннмагайр, король Кенел Конайлл (будущего Тирконнелла) и верховный король Ирландии (704—710).
- Хассан ибн ан-Нуман, государственный деятель Арабского халифата, полководец, правитель Барки и Ифрикии.
- Святой Эгидий, христианский святой, покровитель калек, отшельник, живший в Провансе и Септимании.
- Эмеберт, святой Римско-католической Церкви, епископ Камбре.